# Gamones
Gamones é um município da Espanha na província de Zamora, comunidade autónoma de Castela e Leão, de área 13,37 km² com população de 100 habitantes (2007) e densidade populacional de 7,33 hab/km².

## Demografia
| Variação demográfica do município entre 1991 e 2004 | Variação demográfica do município entre 1991 e 2004 | Variação demográfica do município entre 1991 e 2004 | Variação demográfica do município entre 1991 e 2004 |
| --------------------------------------------------- | --------------------------------------------------- | --------------------------------------------------- | --------------------------------------------------- |
| 1991                                                | 1996                                                | 2001                                                | 2004                                                |
| 116                                                 | 106                                                 | 94                                                  | 98                                                  |